# Xirovouni
Xirovouni (in greco Ξηροβούνι?) è un ex comune della Grecia nella periferia dell'Epiro (unità periferica di Arta) con 4083 abitanti secondo i dati del censimento 2001.
È stato soppresso a seguito della riforma amministrativa, detta piano Kallikratis, in vigore dal gennaio 2011 ed è ora compreso nel comune di Arta.